# Westdeutscher Rundfunk GmbH
Западно-Германское радио (Westdeutscher Rundfunk GmbH, до 1933 года — Westdeutscher Rundfunk AG) — некоммерческое общество с ограниченной ответственностью (до 1933 года - некоммерческое акционерное общество) существовавшее в 1924-1934 гг.  

## Радиовещательная деятельность компании
Радиокомпания с 10 октября 1924 до 1 апреля 1934 года вещала по западно-германской программе, звучавшей на средних волнах на волне 407 м. 

## Владельцы
Радиокомпания принадлежала:
- (в 1924—1926 гг.)
  - на 100% - Рихарду Тормин и ряду торгово-промышленных палат ;
- (в 1926—1933 гг.)
  - на 51% - Рейхсминистерству почт и Министерству народного просвещения земли Пруссия;
  - на 49% - частным компаниям;
- (в 1933—1934 гг.)
  - на 51% - некоммерческому обществу с ограниченной ответственностью «Рейхсрадио»
  - на 49% - Министерству народного просвещения земли Пруссия.

## Руководство
Руководство радиокомпанией осуществляли:
- (в 1924-1926 гг.)
  - наблюдательный совет, состоявший из представителей частных компаний;
  - правление, состоявшее из директора и интенданта;
- (в 1926-1933 гг.)
  - наблюдательный совет (Aufsichtsrat), состоявший из представителей частных компаний, двух рейхскомиссаров по делам Западно-Германского радио рейхсминистерства почт, одного рейхскомиссара по делам Западно-Германского радио рейхсминистерства внутренних дел и двух статскомиссаров по делам Западно-Германского радио правительства земли Пруссия;
  - правление (Vorstand), состоявшее из директора и интенданта, утверждавшегося контрольным комитетом;
  - контрольный комитет (Überwachungsausschuß), состоявший из статс-комиссаров по делам Западно-Германского правительства земли Пруссия;
  - культурный совет (Kulturbeirat), члены которого назначались правительством земли по согласованию с имперским министром внутренних дел[2] из числа лиц не являвшихся его членами или служащими
- (в 1933-1934 гг.)
  - статс-комиссар по делам радиовещания правительства земли Пруссия, которому подчинены общий руководитель и хозяйственный руководитель;
  - программный совет (Programmbeirat)[3][4], состоявший из 12 членов, 10 из которых назначались правительством Пруссии по согласованию с Имперским министром внутренних дел[5], из числа лиц не являвшихся его членами или служащими, 1 - из числа лиц являющимися его членами или служащими.
  - общий руководитель.

## Подразделения
- (с 1927 года)
  - (через хозяйственного руководителя)
    - административная служба
      - бухгалтерия и касса

    - отдел прессы (presseabteilung) и звуковой архив (lautarchiv);
    - отдел пропаганды;
    - отдел статистики, архив, библиотека, отдел кадров;
    - отдел производственной техники (Abteilung Betriebstechink);

  - (через общего руководителя)
    - Программное управление (руководитель которого по должности является заместителем общего руководителя);
    - отдел новостей и спорта (nachrichten- und sportabteilung);
    - отдел радиоспектаклей (hörspiel-abteilung);
    - музыкальный отдел (musikalische abteilung);
      - Большой оркестр;
      - Малый оркестр;
      - Хор;
      - Отдел концертов и граммдисков (konzert- und schallplattenabteilung);

    - отдел лекций (vortragsabteilung)

## Активы
Радиокомпании принадлежали:
- Радиодом в Кёльне.
- Радиостанция мощностью — 700 Вт, с позывным в 1924—1926 гг. «ВЕФАГ» («WEFAG»), в 1926—1933 гг. — «ВЕРАГ» («WERAG»), в 1933—1934 гг. — «Кёльн»[6].
- в 1925-1933 гг. - 6,1% капитала некоммерческого общества с ограниченной ответственностью «Рейхсрадио».

## Финансирование
Радиокомпания финансировалась:
- (в 1922-1925 гг.)
  - за счёт продажи рекламного времени;
- (в 1925-1931 гг.)
  - Имперским министерством почт;
  - в меньшей степени - за счёт продажи рекламного времени;
- (в 1931-1934 гг.)
  - некоммерческим обществом с ограниченной ответственностью «Имперское радио»
    - преимущественно от средств от сбора абонемента со всех владельцев радиоприёмников;
    - на 0,2% - за счёт продажи рекламного времени.
    - в меньшей степени - за счёт продажи другим других радиоорганизациям прав на создание радиоспектаклей по мотивам радиоспектаклей поставленных компанией, издания их на аудионосителях, продажи лицензий на создание по их мотивам других художественных произведений (экранизаций, новеллизаций, театральных адаптаций).

## Правопреемники
Поглощена некоммерческим обществом с ограниченной ответственностью «Рейхсрадио» в 1934 году.